# Velingrad

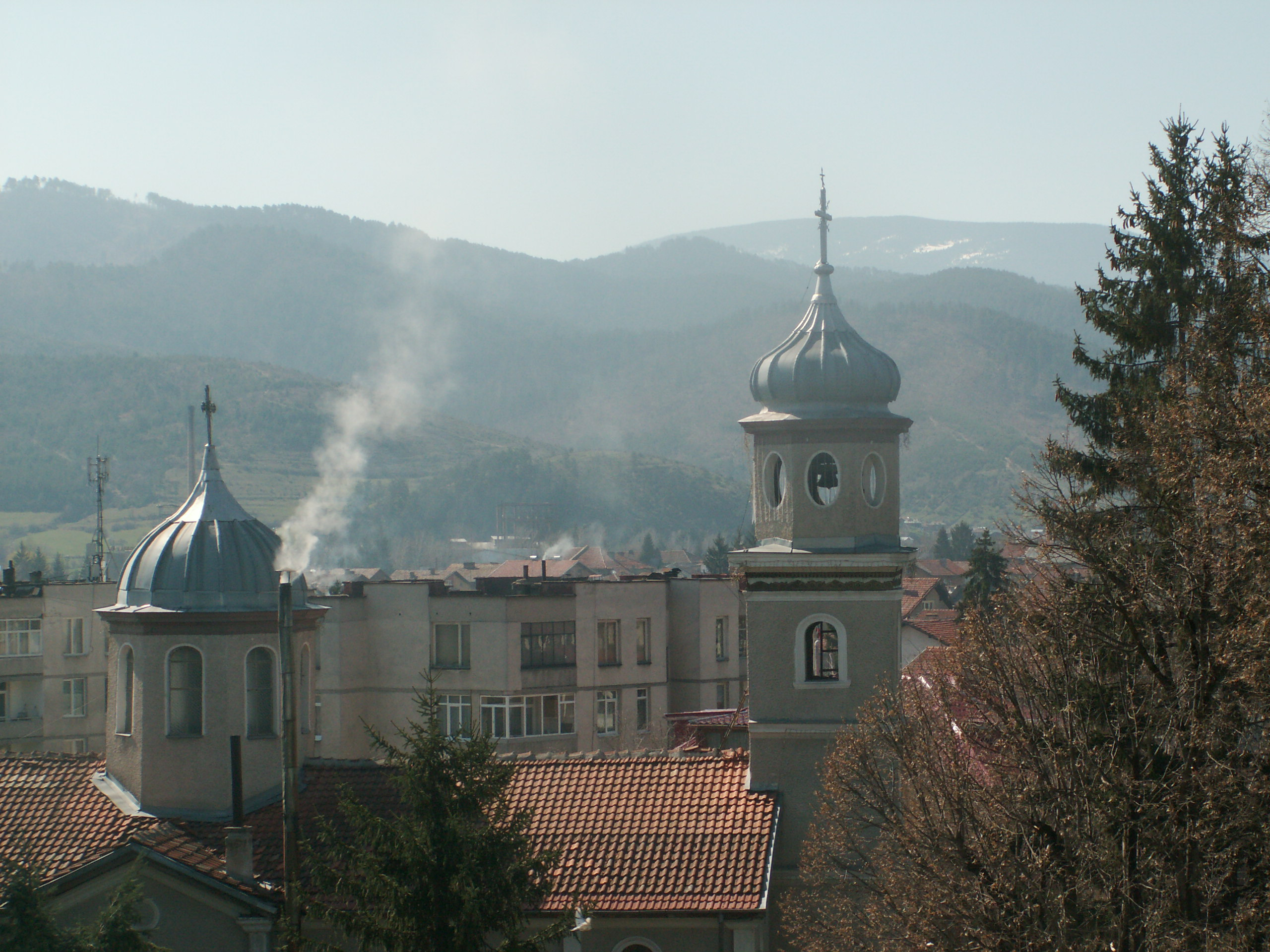
Panorama de Velingrad.

Velingrad ([ˈvɛliŋˌɡrat], en bulgare : Велинград) est une ville touristique et thermale du sud de la Bulgarie, située dans la partie occidentale du massif des Rhodopes. La ville porte le prénom d'une résistante née et assassinée dans un de ses quartiers actuels, Vela Peeva (1922-1944). Elle est la deuxième ville de l’oblast de Pazardžik et est le centre administratif de l’obština de Velingrad.

## Géographie
Velingrad se trouve dans la vallée de Čepino, la plus importante des Rhodopes.

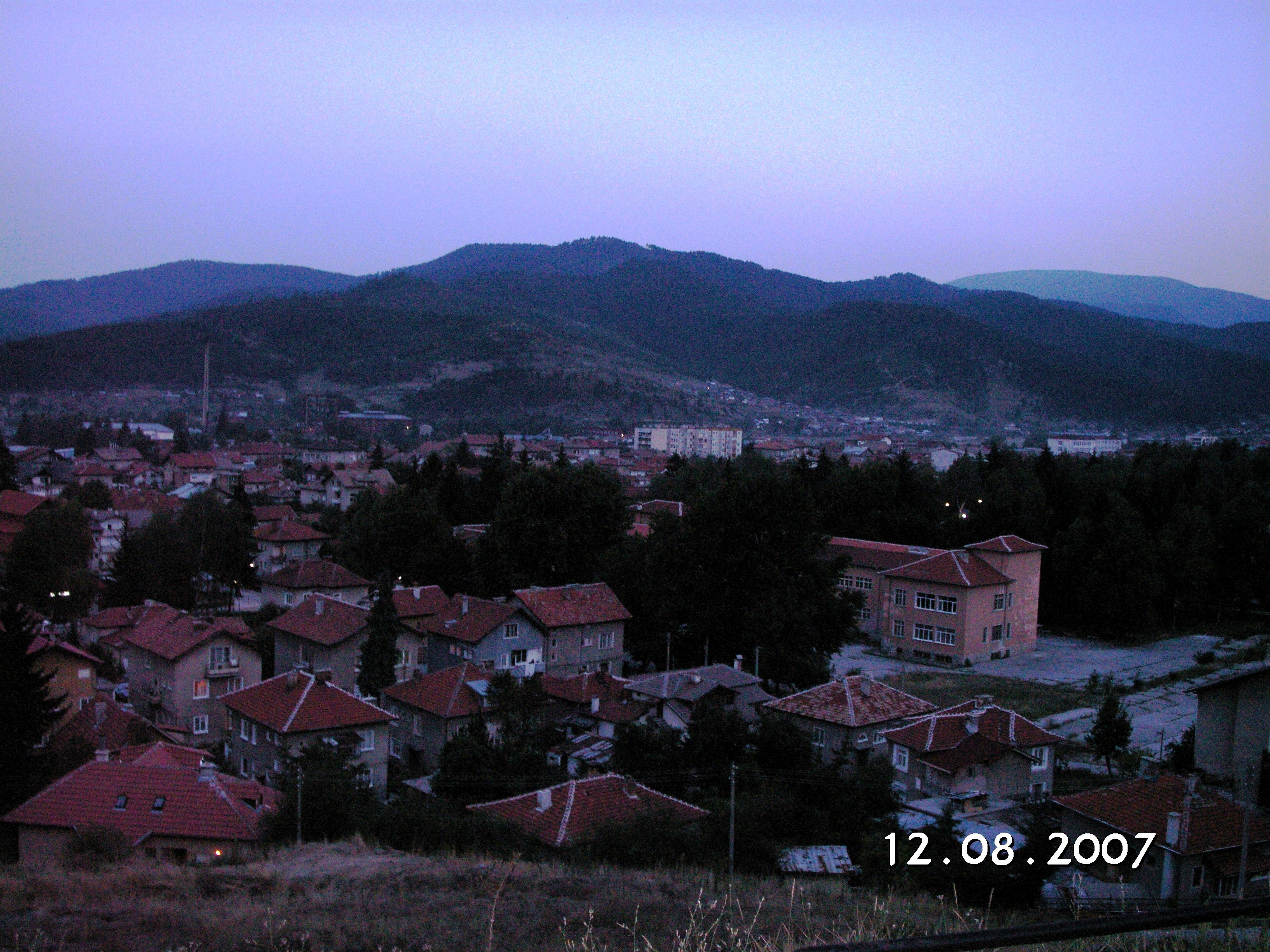
Velingrad au crépuscule.

### Climat
Située à la limite de la zone climatique continentale et de la zone méditerranéenne, la ville est marquée par de forts traits montagnards, à cause de son altitude, située entre 750 et 850 m. L’été est frais et court, et l'hiver doux et long. Les précipitations sont relativement faibles. C’est au printemps et au début de l'été qu'elles sont les plus abondantes. La fin de l'été et l'automne sont plus secs. La couverture neigeuse peut durer jusqu’à 150 jours par an, mais elle est peu épaisse.
Velingrad est l'une des villes de Bulgarie ayant la nébulosité la plus faible et l'ensoleillement le plus important (2 000 h). La température moyenne annuelle de l’air est de 9 °C. L'humidité relative de l’air varie de 65 à 75 %. La pression atmosphérique moyenne est faible. Velingrad est par conséquent une station climatique idéale.

### Hydrologie
La région de Velingrad est riche en ressources en eau : rivières (la plus importante est la rivière de Čepino, Čepinska reka), sources karstiques et sources minérales (au nombre de 80), ce qui fait de la ville l’un des lieux de cures les plus importants de Bulgarie. On la qualifie souvent de « capitale thermale » du pays, et elle offre un grand nombre d'établissements thérapeutiques et thermaux, ainsi que beaucoup d'hôtels.
9 000 litres d'eau par minute surgissent de quatre emplacements thermaux et minéraux, situés dans les quartiers de Lădžene, Kamenica, Čepino, Rakitovo et Kostandovo. La source karstique de Kleptuza, la plus importante de Bulgarie, est une curiosité naturelle qui fournit d'importantes quantités d’eau. Son débit moyen est de 1 200 litres par seconde.

## Histoire
La région de Velingrad révèle une occupation humaine depuis l'Antiquité. Selon les légendes locales (comme dans beaucoup d’endroits des Rhodopes), Orphée aurait vécu dans la région, ainsi d’ailleurs que le chef de la Troisième guerre servile, Spartacus.
Sur l'histoire antique, médiévale, moderne et contemporaine de la région, cf. l'article obština de Velingrad.
En 1948, les villages de Lădžene, Kamenica et Čepino fusionnèrent pour former une ville qui fut nommée Velingrad en l'honneur de la résistante Vela Peeva, née en 1922 à Kamenica. En 1977, la ville devint le centre de l'obština de Velingrad.

## Quartiers de Velingrad

### Čepino
Parmi les quatre quartiers de la ville, Čepino est celui qui est situé le plus au sud. Avant la fusion qui conduisit à la fondation de la ville, le quartier actuel correspondait au village de Banja Čepinska, qui fut transformé en Čepino en 1934.
Le nom de Čepino et de la vallée de Čepino (Čepinska kotlovina) figure dans les documents administratifs ottomans postérieurs à l’islamisation de la région (vers 1666). Le nom initial de la vallée était Cepina (Cepino), mais comme la langue turque ignore le son « ts », le nom administratif est devenu Čepino.

### Lădžene
Dans ce quartier central de la ville se trouvent notamment le bâtiment de l'obština de Velingrad, la « Vila Raina », la poste centrale, le tribunal régional (rajonen săd), le marché coopératif central.
Lădžene est un ancien domaine féodal, autour duquel, à cause de la présence de sources minérales et de thermes, s’est développé un village. Son nom provient du mot lădža (bain, thermes).

### Kamenica
L'ancien village de Kamenica s'est constitué à l'époque de l'islamisation forcée de la région. Il a été ravagé puis refondé en 1869.

## Religion
La ville a une population de tradition majoritairement chrétienne, alors que les villages environnants sont surtout peuplés de Pomaks. L'islam s'est propagé lentement mais de façon constante dans la région, comme le montre une étude de l’historien Husein Mehmed.
L'augmentation du nombre de musulmans est également due au fait que le patriarche grec tenta d’imposer une charge fiscale excessive aux chrétiens de la région, qui refusèrent de payer. C'est la raison pour laquelle, selon l'historien bulgare Vasil Kănčov (1862-1902) l'évêque grec de Plovdiv Gavril alla se plaindre de la population locale auprès du pacha, qui se rendit sur place pour mater les récalcitrants. Toutefois, ceux-ci préférèrent embrasser l'islam plutôt que de payer l'impôt à l'Église grecque.

## Vie politique
Depuis les élections locales de 2007, le maire de l'obština de Velingrad est Ivan Lebanov, qui fut le premier médaillé bulgare pendant des jeux olympiques d’hiver (médaille de bronze de l'épreuve de 30 km classique de ski de fond lors des Jeux olympiques d'hiver de 1980 à Lake Placid) : il a été élu au second tour avec 63,35 % des voix à la tête d'un Comité d’initiative Ivan Lebanov, indépendant des partis politiques bulgares.

## Curiosités touristiques

### Forteresse de Cepina
Pour un article plus général, voir Tsepina.
À 18 km à l'est de la ville de Velingrad se trouve l'ancienne citadelle bulgare de Cepina, qui fut de 1207 à 1212 la capitale du despote Aleksij Slav et est l'une des forteresses les plus visitées des Rhodopes.

### Kleptuza
La source de Kleptuza est l'une des attractions touristiques les plus connues de Velingrad, et, avec le parc qui porte son nom et ses deux lacs, elle est l'un des symboles de la ville. Elle est située dans le quartier de Čepino, dans l'une des trois zones thermales de la ville. Kleptuza est la plus importante source karstique de Bulgarie : environ 1 200 litres d’eau froide en jaillissent à chaque seconde. De grandes quantités de cette eau sont utilisées pour l'approvisionnement en eau potable, le reste alimente les deux lacs du parc (le premier a été aménagé en 1933), puis la Čepinska reka (affluent de rive droite de la Marica. Au sud de la source s’étendent de grandes forêts de pins aménagées en parc naturel, particulièrement prisé des curistes.

### La «Villa Raïna» à Lădžene
L'Hôtel particulier « Raïna » a été bâti en 1928, sur les plans de l'architecte serbe reconnu, Milutin Borisavljević (1889-1969), pour le compte de Stojadin Stevović (1888-1945). 
Alliant le néoclassicisme au style de l'art déco, la « Villa Raïna » présente un ensemble de valeurs historiques, artistiques et architecturales  qui lui ont ainsi valu d’être classée  en tant que monument historique et culturel d’intérêt régional. L'appellation « Raïna » proviendrait du prénom de l'épouse de Stevović - Raïna, née Popova (1898-1971). Entre 1928 et 1941, « Raîna » fut régulièrement utilisée comme maison d’été par les membres des familles Stevović et Simic.
Son propriétaire, Stojadin « Stole » Stevović, était originaire de la ville de Belgrade et actionnaire de plusieurs mines de charbon et de métaux divers en Serbie, Bulgarie et  l'ARIM; homme d’affaires et capitaine d'industrie avisé, Stevovic était très actif dans les Balkans et en Europe entre  1913 à 1941. 
Pendant la IIe guerre mondiale, ayant pris une part active dans la résistance royaliste serbe anti-nazie, Stevovic fut arrêté en 1943 par la Gestapo à Belgrade puis déporté en 1944 dans le Camp de concentration de Dachau en Allemagne et exécuté le 22 février 1945 .

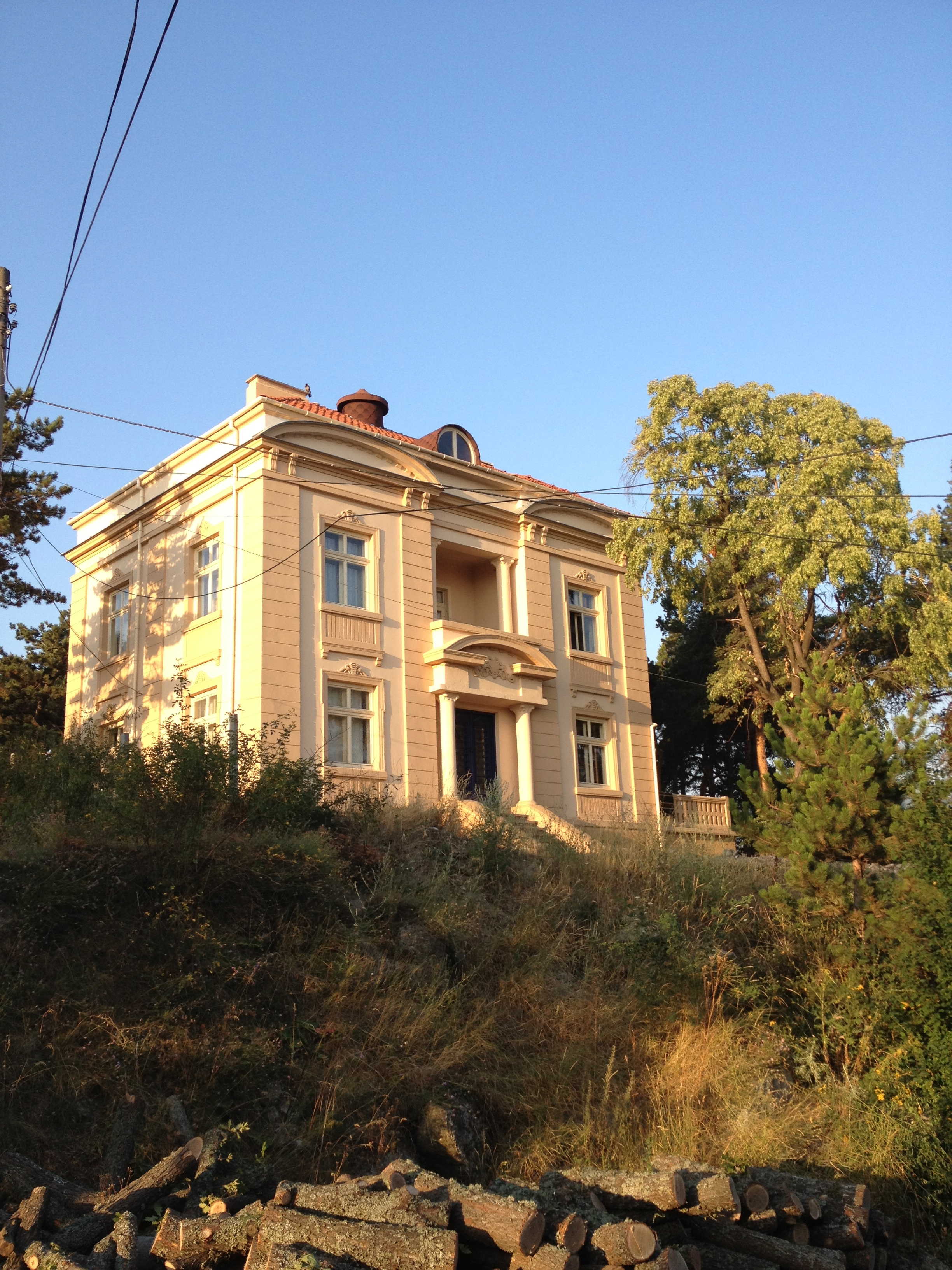
La « Villa Raïna », Lădžene, Bulgarie.

Eléna Kantardzieva (1891-1981) (née Popova), a habité la maison de 1928 à 1946. Sœur cadette de Raïna Stevović et belle-sœur de Stevović, Kantardzieva était la veuve de Tchoudomir Kantardziev, homme politique bulgare et membre éminent de L'Organisation révolutionnaire intérieure macédonienne (en bulgare Вътрешна македонска революционна организация), assassiné en 1924 a Plovdiv.  
Elle fut sauvagement expulsée de la villa en 1946 par les révolutionnaires communistes prosoviétiques au pouvoir. 
Entre 1950 et 1980 professeur de français reconnue, Eléna Kantardzieva est devenue l'une des figures emblématiques de la ville de Velingrad, s'opposant courageusement à la dictature communiste. 
Aujourd'hui l'une des rues centrale de Vélingrad porte son nom .
Nationalisée par le régime communiste en 1946, Villa Raîna a été transformée en sanatorium médical jusqu'en 1992 date à laquelle la maison fut restituée aux descendants en ligne directe de Stojadin et Raïna Stevovic, les familles Krsmanovic-Simic et Gillès de Pélichy.
Sur les autres curiosités touristiques de la région, cf. l'article obština de Velingrad.

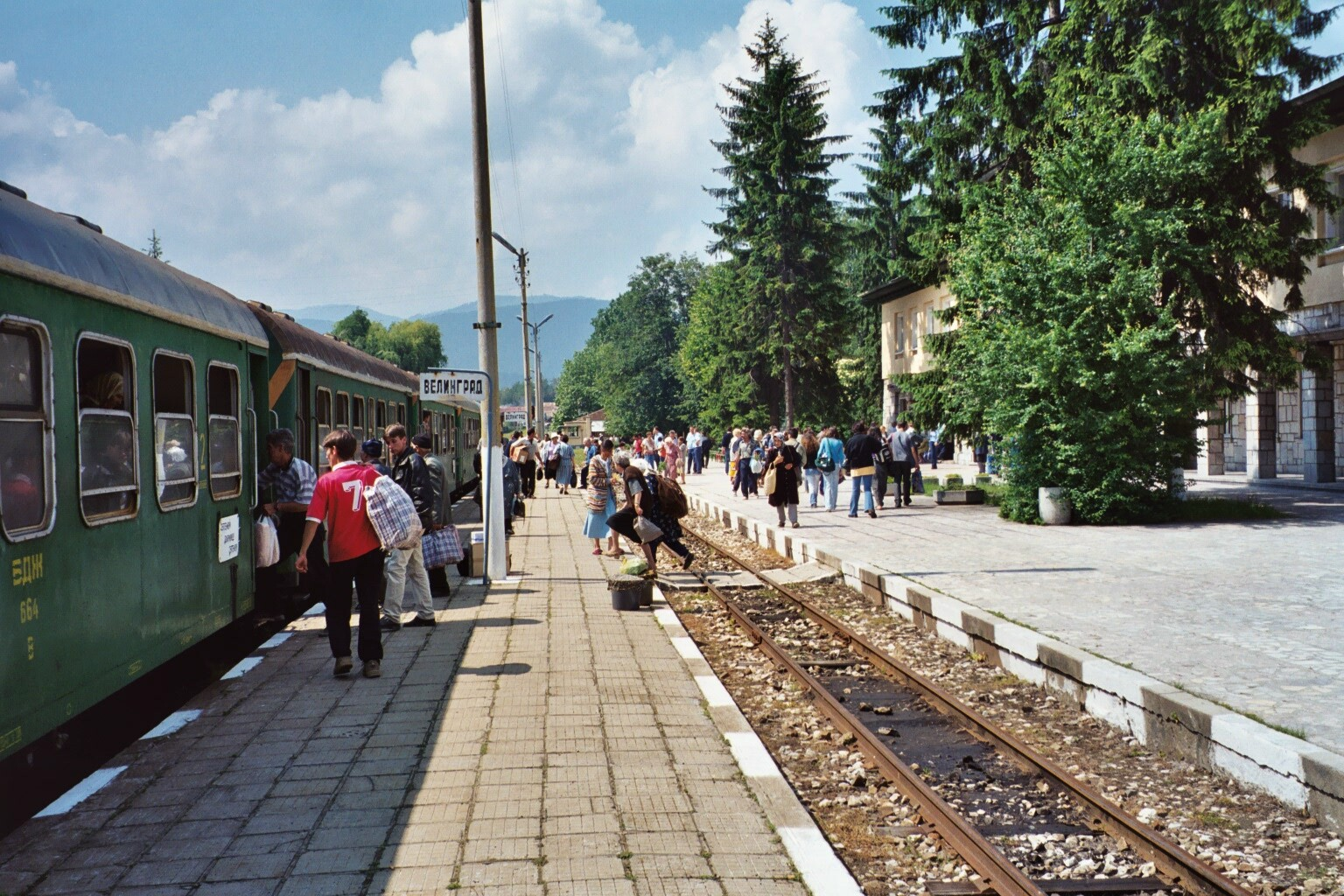
Gare de Velingrad sur la ligne du chemin de fer des Rhodopes.

## Musées
Le Musée historique de Velingrad a été fondé en 1951 et a été inscrit sur la liste des 100 objets touristiques nationaux, (initiative touristique nationale de l'Union touristique bulgare, Bǎlgarski turističeski sǎjuz, BTS). Il dispose de cinq fonds portant les titres suivants : archéologie, ethnographie, Renaissance bulgare, histoire contemporaine et du temps présent, enfin une section artistique. Le Musée abrite et étudie plus de 17 000 objets issus de fouilles archéologiques, des objets de la vie traditionnelle ancienne, des icônes, des livres anciens, des archives et objets personnels ayant appartenu à des personnalités connues de la région, des photos et autres documents. Le musée propose deux expositions permanentes : une collection ethnographique, La montagne, maison hospitalière, et une exposition consacrée à Vela Peeva, ainsi que différentes expositions itinérantes. Le musée est particulièrement connu en Bulgarie pour ses collections d'œufs de Pâques (plus de 1 000) décorés à la plume ou avec de la cire, qui sont spécifiques dans leur forme des villes de Velingrad et Ratikovo. En outre, la ville possède une galerie d'art.

## Transports
Velingrad est une station importante de la ligne de chemin de fer à voie étroite Septemvri-Dobrinište (chemin de fer des Rhodopes). La gare ferroviaire est située dans le quartier de Lădžene, de même que les deux gares routières.

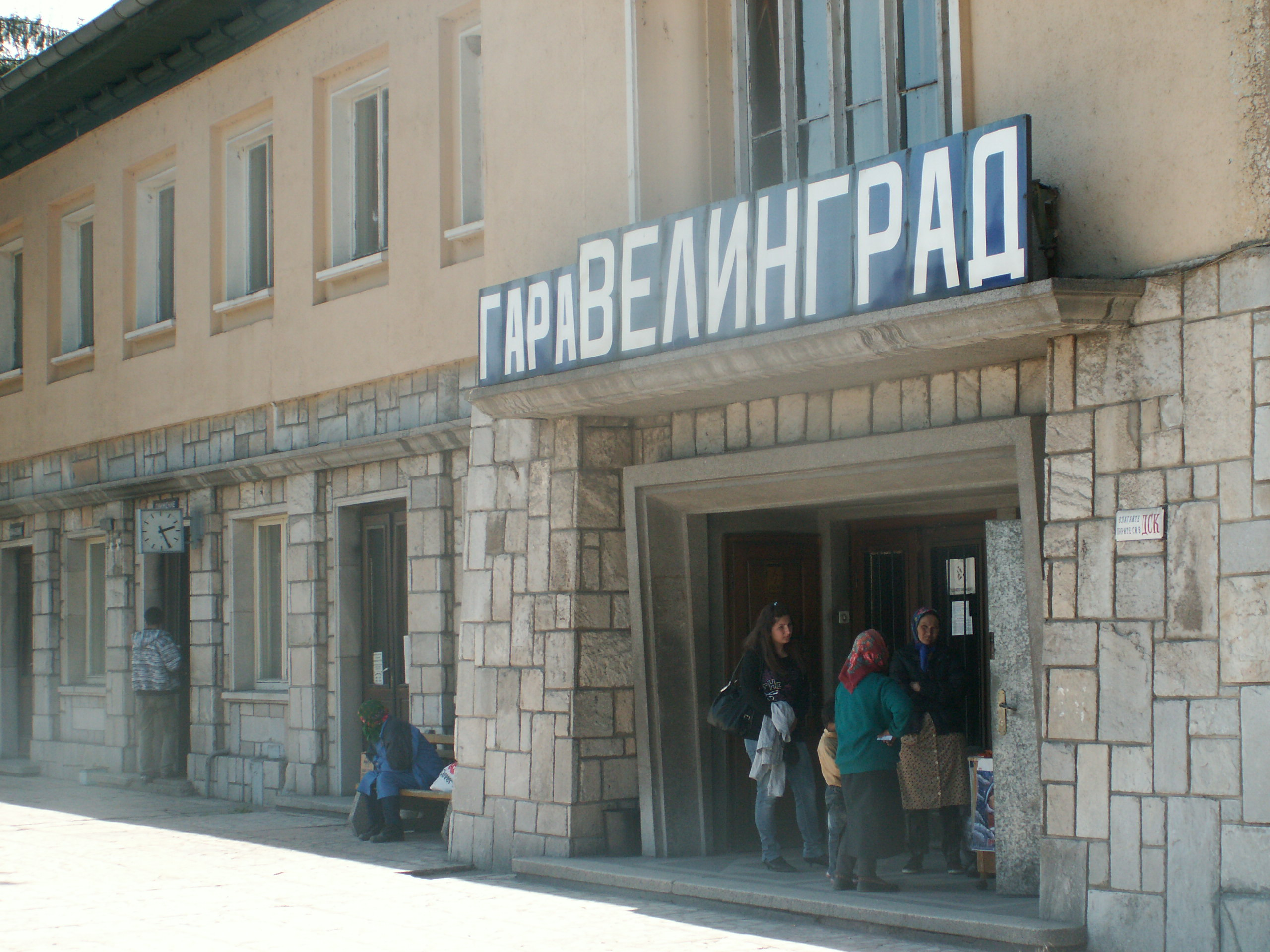
Gare de Velingrad (Pâques 2010).

## Événements festifs
Les fêtes religieuses (chrétiennes ou musulmanes) sont nombreuses dans la région de Velingrad. La fête de la ville (Den na Velingrad, Ден на Велинград), célébrée depuis 1988, a lieu le 1er juillet et marque le début de la saison culturelle estivale.

## Enfants du pays
- Nicolaï Ghiaurov, chanteur d'opéra
- Vela Peeva (1922-1944), résistante antifasciste née et assassinée à Kamenica
- Atanas Semerdžiev (né en 1924), résistant, général et homme politique (BKP puis BSP)
- Vlado Černozemski (1897-1934), révolutionnaire et terroriste bulgare, membre de la VMRO, assassina Alexandre Ier de Yougoslavie à Marseille en 1934.